# Talpe
Talpe – wieś w Rumunii, w okręgu Bihor, w gminie Drăgănești. W 2011 roku liczyła 249 mieszkańców.